# Ostankinski stolp
Ostankinski stolp (rusko Останкинская телебашня, Ostankinskaja telebašnja) je 540 metrov visok radiotelevizijski stolp v Moskvi, Rusija. Dizajniral ga je Nikolaj Nikitin. Ostankino je najvišja prostostoječa struktura v Evropi in osma na svetu. Stolp je bil prva prostostoječa zgradba, višja od 500 metrov. Zgradili so ga za komemoracijo 50. obletnice oktobrske revolucije. 